# Erik el Vikingo
Erik, el Vikingo es una película británica de 1989, escrita y dirigida por Terry Jones. De género fantástico, está inspirada en una novela de 1983 del propio Jones, dirigida al público infantil: The Saga of Erik the Viking (La saga de Erik el Vikingo), pero con una trama diferente.

## Sinopsis
Erik (Tim Robbins), un guerrero vikingo, vive en un mundo inmerso en una era de vandalismo y terror, la era de Ragnarök, y junto con todo su pueblo se dedica al pillaje como medio de vida y, en cierto modo, ocio. En una incursión, descubre que se ha enamorado de la chica a la que acaba de matar, y empieza a cuestionarlo todo en un mundo en el que matar y violar forma parte de la cotidianidad.
Por consejo de la bruja de la tribu, Freya (Eartha Kitt), Erik convence y reúne a un grupo de guerreros para partir hacia Asgaard, la ciudad de los dioses, a fin de conseguir la paz, expulsando al lobo Fenrir del cielo y devolviendo la vida a la tierra, pero el camino estará repleto de peligros y amenazas que obstaculizarán su objetivo.